# Острова Диего-Рамирес
Острова Диего-Рамирес (исп. Islas Diego Ramírez) — группа небольших островов (общая площадь более 1 км²) в проливе Дрейка примерно в 100 км к юго-западу от мыса Горн, протянувшаяся примерно на 8 км с севера на юг. Это — самая южная точка Чили и Америки как части света. Острова архипелага разделяются на две группы — малую северную и более крупную южную — проходом шириной в 3 км.

## История
Острова были открыты 12 февраля 1619 года братьями Гарсия дель Нодаль и названы в честь Диего Рамиреса де Арельяно.
Самые крупные острова — Бартоломе и Гонсало — были названы в честь самих первооткрывателей, братьев Гарсия дель Нодаль, а эти острова разделяет пролив Нодаль.
В течение 156 лет, до открытия архипелага Южные Сандвичевы острова в 1775 году, считались самой южной достоверной территорией Земли. Южнее «располагалась» лишь Неведомая Южная Земля, мифическая территория.
В 1951 году на острове Гонсало была основана метеостанция.

## География
Самый крупный остров архипелага — остров Бартоломе. Южнее расположен второй по величине остров архипелага — Гонсало. Самое южное место в архипелаге занимает скалистый островок Агила, что делает его самой южной точкой Америки, однако некоторые географы[кто?] Южные Сандвичевы острова относят к Америке как к части света, хотя и географически, и геологически, и климатически этот архипелаг более близок к Антарктике. В этом случае самой южной точкой Америки является остров Туле.

Животный мир представлен большими гнездованиями полярных птиц — альбатросов, пингвинов, буревестников. Хотя архипелаг Диего-Рамирес — самая южная точка Южной Америки и расположен близко к Антарктиде, бо́льшую часть года здесь преобладают положительные температуры, а сильные морозы бывают редко. Поэтому острова обильно покрыты травой.
Корабли из антарктических круизов, идущие в Чили или Ушуаю, часто проходят мимо архипелага.

## Климат
Климат на островах — ветреный и дождливый. Среднемесячные температуры колеблются от +3,2 °C (июль—август) до +7,5 °C (январь—февраль), в среднем +5,2 °C. Осадков выпадает от 94 мм (октябрь) до 137 мм (март), всего в год — 1368 мм. Летом осадки выпадают в виде дождей, зимой — в виде снега, дождя или снега с дождём.
| Показатель                    | Янв. | Фев. | Март | Апр. | Май | Июнь | Июль | Авг. | Сен. | Окт. | Нояб. | Дек. | Год  |
| ----------------------------- | ---- | ---- | ---- | ---- | --- | ---- | ---- | ---- | ---- | ---- | ----- | ---- | ---- |
| Средний суточный максимум, °C | 9,6  | 9,8  | 8,9  | 7,3  | 6,0 | 4,5  | 4,5  | 5,0  | 6,2  | 6,6  | 7,1   | 8,8  | 7,0  |
| Средняя температура, °C       | 7,7  | 7,8  | 7,0  | 5,7  | 4,6 | 3,0  | 2,9  | 3,4  | 4,6  | 4,8  | 5,2   | 6,7  | 5,3  |
| Средний суточный минимум, °C  | 5,6  | 5,7  | 5,2  | 4,0  | 3,2 | 1,6  | 1,4  | 1,7  | 2,7  | 3,1  | 3,3   | 4,5  | 3,5  |
| Норма осадков, мм             | 126  | 135  | 137  | 134  | 107 | 109  | 107  | 97   | 100  | 93   | 99    | 119  | 1363 |
| Источник: WeatherOnline       |      |      |      |      |     |      |      |      |      |      |       |      |      |